# Gordijan II.
Gordijan II. (latinsko Marcvs Antonivs Gordianvs Sempronianvs Romanvs Africanvs Avgvstvs) je bil leta 238 (leto šestih cesarjev) skupaj z očetom Gordijanom I. en mesec cesar Rimskega cesarstva, * okoli 192, 12. april 238, Kartagina, Prokonzulska Afrika.

## Življenjepis

### Zgodnje življenje
Rojen je bil okoli leta 192 kot edini znani sin Marka Antonija Gordijana Sempronijana starejšega.  Njegova družina je bila iz družbenega razreda rimskih vitezov (ordo equester). Bila je zelo bogata, vendar skromna, in je imela  dobre zveze z uglednimi senatorji. Ime Mark Antonij kaže, da so njegovi predniki po očetovi strani prejeli rimsko državljanstvo v pozni Rimski republiki pod triumirjem Markom Antonijem ali eno od njegovih hčera. Priimek Gordijan (Gordianus) kaže, da so bile njegove družinske korenine iz Male Azije, verjetno iz Galatije ali Kapadokije.
Po podatkih v sicer zelo nezanesljivi Historii Augusti je bila njegova mati Rimljanka Fabija Orestila, rojena okoli leta 164, ki je bila po očetu Fulvu Antoninu potomka rimskih cesarjev Antonina Pija in Marka Avrelija. Sodobni zgodovinarji zavračajo tako njeno ime kot  njene podatke kot lažne. Nekaj podatkov kaže, da bi lahko bila vnukinja grškega sofista, konzula in učitelja Heroda Atika. Njegova mlajša sestra Antonija Gordijana je bila mati cesarja Gordijana III..
Omembe Gordijanov so v vseh dokumentih rimskega senata iz tistega obdobja pozitivne. Pri tem je treba upoštevati, da je njihova kariera opisana edino v Historii Augusti, ki velja za zelo nezanesljivo, zato njihova kariera do prihoda na prestol morda ni točna. Po podatkih iz istega vira je bil Gordijan med  Elagabalovo vladavino njegov kvestor, med  vladavino Aleksandra Severja pa pretor in nadomestni konzul. Leta 237 je odšel v Prokonzulsko Afriko kot legat pod poveljstvom svojega očeta, ki je bil guverner province.

### Upor proti Maksiminu Tračanu
V začetku leta 235 sta bila cesar Aleksander Sever in njegova mati Julija Avita Mameja med uporom vojakov v Moguntiaku v Gornji Germaniji umorjena. Za novega cesarja je bil kljub nizkemu stanu in neodobravanju rimskega senata imenovan vodja upora Maksimin Tračan. V Afriki je leta 238 zaradi Maksiminovega krutega vladanja izbruhnil upor, v katerem je lokalna elita ubila Maksiminovega prokurista in prepričala Gordijanovega očeta, da se je 22. marca 238 razglasil za rimskega cesarja Gordijana I.. Cesar, ki je bil takrat star 79 let, je za svojega socesarja izbral sina Gordijana. Gordijan II. je bil, tako kot oče, nagrajen z naslovom Africanus.
Cesarski položaj obeh Gordijanov je potrdil rimski senat, zaradi Maksiminove nepriljubljenosti pa ga je priznala tudi večina provinc.
Kapelijan, guverner sosednje pokrajine Numidije, ki je bil zvest pristaš Maksimina Tračana in v zameri z Gordijanoma, se z ibiro ni strinjal in je nameraval obnoviti Maksiminovo oblast. S III. legijo Avgusto, ki je bila edina v regiji, in enotami vojnih veteranov je napadel Kartagino. Gordijan II. se mu je zoperstavil s slabo izurjeno lokalno milico  in bil v bitki pri Kartagini ubit.  Po podatkih v Historii Augusti njegovega trupla niso našli. Ko je oče Gordijan I. izvedel za sinovo smrt, je naredil samomor.

## Zapuščina
Prvi upor proti Maksiminu Tračanu ni bil uspešen. Rimski senat je po smrti obeh Gordijanov za cesarja imenoval Balbina in Pupiena, ki naj bi zatrla Maksiminov upor, za njunega cezarja pa na zahtevo Gordijanovih pristašev Gordijana III., nečaka Gordijana II. in vnuka Gordijana I.. Nezadovoljni Maksiminovi vojaki so ga aprila 238 med obleganjem Akvileje ubili, nezadovoljni prebivalci Rima pa so julija istega leta ubili Pupiena in Balbina. Senat je po njuni smrti za izključnega cesarja vsega rimskega sveta imenoval komaj trinajstletnega Gordijana III..

### Primarni viri
- Herodijan, Rimska zgodovina, VII. knjiga
- Historia Augusta, Trije Gordijani
- Avrelij Viktor, Epitome de Caesaribus
- Joannes Zonaras, Compendium of History izvleček: Zonaras: Alexander Severus to Diocletian: 222–284 Arhivirano 2008-05-21 na Wayback Machine.
- Zosim, Historia Nova

### Sekundarni viri
- P. Southern (2001), The Roman Empire from Severus to Constantine, Routledge.
- R. Syme (1971), Emperors and Biography, Oxford University Press.
- D.S. Potter (2004), The Roman Empire at Bay, AD 180-395, Routledge.
- A. Birley (2005), The Roman Government in Britain, Oxford University Press, ISBN 978-0-19-925237-4.
- A. Canduci (2010). Triumph and Tragedy: The Rise and Fall of Rome's Immortal Emperors. Pier 9 Books. ISBN 978-1-74196-598-8.
- M.L. Meckler (2001), Gordian II (238 A.D.), De Imperatoribus Romanis.
- E. Gibbon (1888), Decline & Fall of the Roman Empire.

| Gordijan II. Leto šestih cesarjevRojen: okoli 192 Umrl: 12. april 238 | |                             |
| Vladarski nazivi                                                      | |                             |
| Predhodnik: Maksimin Tračan                                           | Cesar Rimskega cesarstva 22. marec 238 - 12. april 238 Služboval ob: Gordijanu I. in Maksiminu Tračanu | Naslednik: Pupien in Balbin |